# Интали (Алакольський район)
Интали́ (каз. Ынталы) — село у складі Алакольського району Жетисуської області Казахстану. Адміністративний центр та єдиний населений пункт Инталинського сільського округу.
У радянські часи село називалось Інтали.
Населення — 729 осіб (2021; 529 у 2009, 723 у 1999, 935 у 1989).